# Brian Schweitzer
Brian David Schweitzer, född 4 september 1955 i Havre, Montana, är en amerikansk politiker (Demokratiska partiet). Den 3 januari 2005 efterträdde han Judy Martz som Montanas guvernör. Han diskuterades som en möjlig presidentkandidat i valet 2008. År 2013 avgick Schweitzer som guvernör och efterträddes av Steve Bullock.